# Adolf Friedrich von Oppen
Adolf Friedrich von Oppen (né le 4 décembre 1762 sur Alt-Gastersleben et mort le 27 août 1834 au manoir de Siede, arrondissement de Soldin (de)) est un lieutenant général prussien et commandant de brigade dans le corps "Tauentzien".

## Biographie

### Origine
Ses parents sont Georg Wilhelm von Oppen (1731-1771) et sa femme Johanna Dorothea, née Heyne, veuve de Ziehmann (1724-1779).

### Carrière militaire
Oppen entre à l'école de l'abbaye de Berge près de Magdebourg le 8 septembre 1772. Il choisit ensuite une carrière militaire et devient le 4 octobre 1772 Standartenjunker dans le 6e régiment de cuirassiers (de) « von Seelhorst (de) ». Le 9 juin 1778, il y devient cornet et participe à la Guerre de Succession de Bavière en 1778/79. Le 13 novembre 1785, Oppen est promu sous-lieutenant et en 1787 il participe également à la campagne de Hollande. En tant que premier lieutenant, il combat à Valmy pendant la guerre de la première coalition et les sièges de Verdun, Longwy, Mayence et Laudau. Il participe également à la bataille de Kaiserslautern et aux batailles de Weißenburg, Oberursel, Hochheim, Meckenheim, Edinghofe et le Schätzel.
Le 10 avril 1795, Oppen devient capitaine d'état-major et le 6 octobre 1797 Rittmeister. En tant que tel, il est devient le 17 juillet 1798 commandant de compagnie au régiment des Gardes du Corps et le 3 octobre 1798 Major. Quelques années plus tard, le 24 janvier 1803, il est muté comme commandant dans le 14e régiment de dragons "von Wobeser (de)". Le 5 janvier 1805, il reçoit 1000 thalers en cadeau du roi. Pendant la guerre de la Quatrième Coalition, Oppen combat dans une bataille près de Weimar et est fait prisonnier, blessé, lors de la capitulation de Prenzlau. Il est échangé le 1er mai 1807 et reçoit le 17 juin 1807, par brevet du 17 mai 1807, la promotion au grade de lieutenant-colonel. Après son arrivée à Memel, Oppen reçoit le 18 juin 1807 l'Ordre Pour le Mérite pour ses services à Weimar. Là, lors d'une attaque de cavalerie avec quatre demi-escadrons de son régiment, il a pu couvrir avec succès la retraite du corps "Hohenlohe" à travers Weimar en flammes. Il escorta le roi à Sömmerda et combat à Nordhausen.
Le 4 octobre 1808 Oppen est nommé commandant du régiment de dragons "reine" et, le 21 novembre 1808, il est également chargé du commandement de la cavalerie poméranienne. Le 20 mai 1809, il devient colonel par brevet du 24 mai 1809. Le 18 septembre 1810, il est nommé commandant de brigade. Puis, le 12 novembre 1811, il reçoit son départ en tant que major général, accompagné d'une pension de 800 thalers. La défaite de Napoléon en Russie marque la reprise des conflits. Comme de nombreux officiers, Oppen est rappelé et Bülow lui demande de devenir brigadier.
Le 5 mars 1813, il devient chef de l'avant-garde du corps "Bülow". Au cours de la campagne 1813/14, il prend part aux batailles de Zehdenick, Hoyerswerda, Vehlitz (Möckern), Luckau, Wittstock et les batailles de Groß Beeren, Dennewitz et Leipzig. De plus, Oppen combat à Arnhem et à Halle (de).
Après l'armistice, il devient chef de la cavalerie de réserve du 3e corps d'armée sous les ordres de Bülow. Il se compose de 30 escadrons, répartis en trois brigades et deux batteries à cheval. Le 22 août, il doit ainsi couvrir la retraite d'August von Thümen à Wittstock. En novembre, il mène l'avant-garde de Bülow en Hollande. Le 23 novembre 1813, Oppen prend Doesburg par surprise, avec Valentini (de) à ses côtés en tant qu'officier d'état-major général. Déjà le 24, il prend Zutphen. Une attaque sur Arnhem le 25 échoue d'abord. Le 30, la force principale sous les ordres de Bülow est apparue et cette fois l'attaque réussit. Le 14 décembre, il traverse le Waal et occupa la forteresse de Bommel. Puis il vient à la bataille de Waal, occupe le Fort Crevecoeur abandonné et se présente devant Bois-le-Duc, qu'il attaque sans succès le 19 décembre sur ordre de Bülow. Le 13 janvier 1814, il parvient à repousser les Français vers Anvers. Oppen entre ensuite en France, où il combat à Laon. Le 18 février 1815, il devient chef de brigade à Magdebourg, mais dès le 20 mars 1815, il est déjà chef de brigade dans le corps d'armée "Tauentzien".
Pour la bataille de Vehlitz, Oppen reçoit la croix de fer de 2e classe et, le 11 juin 1813, la croix de 1re classe pour Luckau. Le 8 juin 1813, il reçoit en plus l'Ordre russe de Sainte-Anne de 2e classe avec diamants. Le 21 octobre 1813, Oppen est décoré de l'ordre de l'Aigle rouge de 3e classe pour Dennewitz et le 17 novembre 1813 de l'ordre de l'Épée. Le 6 janvier 1814, il est promu lieutenant général. Comme sa santé a souffert, Oppen obtient le 16 août 1814 un congé de deux mois pour se refaire une santé aux thermes de Bad Pyrmont. Le 21 février 1816, il reçoit son congé et, en plus, une pension de 2000 thalers ainsi que l'ordre de l'Aigle rouge de 2e classe. Il meurt le 27 août 1834 de son domaine de Siede.

### Famille
Oppen se marie le 3 novembre 1790 à Gastersleben avec Katharina Wilhelmine von Faggyas (1764–1815). Le couple a les enfants suivants :
- Karl August Rudolf (1792–1872), major, seigneur de Gatersleben, à partir du 21 juin 1833 von Oppen-Schilden[2] marié en 1819 avec Rosalie Friccius von Schilden, divorcée Schilden-Horst (1786–1864)
- Gustav Adolf (1793-1813), tué en tant que premier lieutenant à Lützen
- Karl Georg Friedrich (de) (1795–1876), général de division prussien marié en 1828 avec Karoline von Pritzelwitz (de) (mort en 1870)
- Klara Adelheid Philippine (née en 1797) mariée le 3 juillet 1817 avec Friedrich Wilhelm Lebrecht Stubenrauch, administrateur de l'arrondissement de Soldin (de) et seigneur de Deetz
- Wilhelmine Agnès (née en 1800) mariée le 10 juillet 1818 Ferdinand von Salisch (de) (1790-1846), général de division prussien
- Ilse Wilhelmine Philippine Emanuele (1802–1824) mariée en 1821 avec Karl von Müllenheim (mort en 1821), Rittmeister
- Franz Georg Hermann Alexander August Konstantin Eugen (1805–1886), lieutenant, seigneur de Politzig (arrondissement de Meseritz) marié en1832 avec Marie Louise Elise Palm (1812–1882)
- Georg Alexander Adolf Eberhard (1807–1884), lieutenant-colonel marié en 1834 avec Louise von Pawelsz (1810–1883)

Après la mort de sa première femme, il se marie le 16 juin 1817 à Aschersleben avec Anna Sophie Christine von Beyer, veuve von Bergen (1770–1820). Le 11 octobre 1821, il épouse Jeannette Wichardine von Rohr (1788-1871) à Berlin. Le couple a les enfants suivants :
- Alexandra Karoline Rosalie Philippine Henriette Klara Johann Luise (1822–1879) mariée en :

1841 avec Hermann von Bonin (mort en 1857), major
1859 avec Hugo von Loën (1819–1890)
- Karl (1824–1896), lieutenant général prussien marié en :

1852 avec Valeska von Drieberg (1833–1862)
avec Luise Gabriele Marie comtesse von Itzenplitz (1839-1901), fille de Heinrich Friedrich von Itzenplitz
- Elisabeth Klara Natalie Agnes Emilie Charlotte (1827–1890) marié avec Adolf von Bonin (1803–1872), général prussien
- Thérèse Adolfine Jeannette (1829–1909) marié en 1858 avec le comte Wilhelm Finck von Finckenstein (1815–1876), capitaine de digue et seigneur de Ziebingen[4]